# Hans Balk
Hans Balk (geb. vor 1929–gest. nach 1931) war ein deutscher Schwimmer, der in den Jahren um 1930 für Göppingen 04 startete.
Bei den Deutschen Meisterschaften 1929 gewann er den Titel über 200 m Freistil.
Darüber hinaus nahm er als Mitglied der 4-mal-200-Meter-Freistilstaffel (zusammen mit Werner Plath, Herbert Heinrich und Raimund Deiters) an den Europameisterschaften 1931 in Paris teil. Das Team gewann in 9:48,6 min die Silbermedaille hinter Ungarn (Gold in 9:34,0 min) und vor Italien (Bronze in 9:49,0 min).